# Sneek

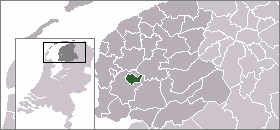
Sneeks läge

Sneek (frisiska: Snits) är en frisisk stad som ligger sydväst om Leeuwarden. Sneek är känt för Waterpoort, en försvaranläggning som nu symboliserar staden. Kommunen gick 1 januari 2011 upp i Súdwest-Fryslân och upphörde därmed som kommun.

## Sport
Sneek är den andra staden (av elva) i skridskoloppet Elfstedentocht som genomförs på naturis de år när det är möjligt.
Volleybollklubben VC Sneek, som blivit både nederländska mästare och nederländska cupmästare, kommer från staden.